# Suat Zendeli
Suat Zendeli(Escópia,24 de fevereiro de 1981) é um futebolista profissional macedônio que atua como goleiro.Atualmente defende o FC Shkupi

## Títulos
FK Shkëndija
- Campeonato Macedônio(1)

(2010-11)